# Juventutem
Juventutem (łac: Fœderatio Internationalis Juventutem) – międzynarodowy ruch młodych katolików w wieku od 16 do 30 lat, których urzekło piękno i bogactwo formuły Mszy świętej rytu rzymskiego (pot. Mszy trydenckiej). Celem Towarzystwa jest rozwijanie i wzmacnianie kontaktów pomiędzy młodymi ludźmi zarówno we własnym kraju jak i na poziomie międzynarodowym, a także pomoc i zachęta w rozwijaniu wiary.

## Pochodzenie nazwy
Słowo juventutem oznacza "młodość" w łacinie i jest wzięte z Psalmu 43:4, który ksiądz i ministrant wymawiają na początku mszy świętej: Introibo ad altare Dei. Ad Deum qui laetificat juventutem meam. ("Przystąpię do ołtarza Bożego. Do Boga, który jest weselem i radością moją.")

## Rozwój Organizacji
Juventutem zostało założone w kwietniu 2004 roku z zamiarem wysłania delegacji na Światowe Dni Młodzieży. Po raz pierwszy oficjalna delegacja Juventutem wzięła udział w Światowych Dniach Młodzieży w Niemczech w Kolonii w 2005 roku. W Juventutem Kolonia wzięło udział ponad 1000 młodych ludzi z ponad 20 krajów. Dwóch kardynałów i ośmiu biskupów uczestniczyło w części lub całości w dwóch tygodniowych spotkaniach wraz z wieloma księżmi, zakonnikami i seminarzystami z całego świata.

### Międzynarodowa Federacja
Foederatio Internationalis Juventutem (FIJ) to organizacja parasolowa dla grup narodowych w Wielkiej Brytanii, Irlandii, Australii, Francji, Chile, Argentynie, Kolumbii, Brazylii, Litwie, Szkocji, Anglii, Holandii, Kenii, Hongkongu, i Węgrzech założona w dniu 24 maja 2006 roku. Międzynarodowa Federacja Juventutem skupia się na codziennej świętości młodzieży zgodnie z tradycją Kościoła katolickiego. Członkowie uczestniczą w Światowych Dniach Młodzieży i są zachęcani do uczestniczenia w Mszy Świętej oraz lokalnych spotkaniach we własnych krajach.